# Herrarnas 10 000 meter i hastighetsåkning på skridskor vid olympiska vinterspelen 1952
Herrarnas 10 000 meter i hastighetsåkning på skridskor vid olympiska vinterspelen 1952 var en del av det olympiska skridskoprogrammet. Det var den sista skridskotävlingen vid dessa spelen. Tävlingen hölls tisdag den 19 februari 1952 klockan 10. 
Trettio skridskoåkare från tolv nationer deltog.

## Medaljörer
| Guld                   | Silver                      | Brons                     |
| Hjalmar Andersen Norge | Kees Broekman Nederländerna | Carl-Erik Asplund Sverige |

## Rekord
Dessa rekord (i minuter) gällde inför spelen.
| Världsrekord     | 16:32,6 (*) | Hjalmar Andersen | Hamar, Norge                     | 10 februari 1952 |
| Olympiskt rekord | 17:24,3     | Ivar Ballangrud  | Garmisch-Partenkirchen, Tyskland | 14 februari 1936 |

(*) Rekordet noterat på naturis.
Fyra åkare gick bättre än det gamla olympiska rekordet. Hjalmar Andersen satta nytt olympiskt rekord med 16:45,8 sekunder.

## Resultat
| Placering | Tävlande                  | Tid          |
| --------- | ------------------------- | ------------ |
| 1         | Hjalmar Andersen (NOR)    | 16:45,8 (OR) |
| 2         | Kees Broekman (NED)       | 17:10,6      |
| 3         | Carl-Erik Asplund (SWE)   | 17:16,6      |
| 4         | Pentti Lammio (FIN)       | 17:20,5      |
| 5         | Anton Huiskes (NED)       | 17:25,5      |
| 6         | Sverre Haugli (NOR)       | 17:30,2      |
| 7         | Kazuhiko Sugawara (JPN)   | 17:34,0      |
| 8         | Lassi Parkkinen (FIN)     | 17:36,8      |
| 9         | Göthe Hedlund (SWE)       | 17:39,2      |
| 10        | John Hearn (GBR)          | 17:41,5      |
| 11        | Arthur Mannsbarth (AUT)   | 17:44,2      |
| 12        | Kauko Salomaa (FIN)       | 17:49,6      |
| 13        | Sigge Ericsson (SWE)      | 17:52,8      |
| 14        | Yoshiyasu Gomi (JPN)      | 17:53,0      |
| 15        | Norman Holwell (GBR)      | 18:02,4      |
| 16        | Pat McNamara (USA)        | 18:08,7      |
| 17        | József Mérenyi (HUN)      | 18:09,0      |
| 18        | Yngvar Karlsen (NOR)      | 18:10,6      |
| 19        | Egbert van 't Oever (NED) | 18:20,8      |
| 20        | Gunnar Hallkvist (SWE)    | 18:20,9      |
| 21        | Ralf Olin (CAN)           | 18:22,8      |
| 22        | Theo Meding (GER)         | 18:24,4      |
| 23        | Matti Tuomi (FIN)         | 18:25,5      |
| 24        | Craig MacKay (CAN)        | 18:27,4      |
| 25        | Al Broadhurst (USA)       | 18:44,3      |
| 26        | Franz Offenberger (AUT)   | 19:04,2      |
| 27        | Chuck Burke (USA)         | 19:07,1      |
| 28        | Guido Caroli (ITA)        | 19:13,6      |
| -         | Ingar Nordlund (NOR)      | DNF          |
| -         | Johnny Werket (USA)       | DNF          |

Yoshiyasu Gomi föll en gång och Egbert van 't Oever föllde två gånger. Ingar Nordlund och Johnny Werket gav upp.